# 台北西國三十三所靈場
西國三十三所靈場，又稱禮佛古道，是日治時代鎌野芳松、大神久吉發願創設的觀音靈場，也稱為台北西國三十三所觀音靈場。

## 概要
大正15年（1926年）鎌野芳松、大神久吉、沈本圓、盧覺淨創設「台北西國三十三所靈場」，其構想源自德道上人開創、花山院法皇再興的「西國三十三所」，選定台北州新莊郡五股庄（新北市五股區）西雲寺到凌雲禪寺開山院的觀音山道路，沿途安置34尊本尊（石觀音），開山院內並設有「台北西國三十三所靈場建設紀念碑」。因年代久遠，許多石佛遺失，目前僅存完整座像12尊，底座有11座、一尊花山院法皇、一座紀念碑、新刻菩薩三尊及如來2尊。台灣類似的靈場有基隆西國三十三所靈場、宜蘭西國三十三所靈場、新竹西國三十三所靈場 和台北四國八十八所靈場，以及高雄「西國第一番」。

## 靈場稱號一覽
| 禮所   | 山號     | 寺                      | 本尊                       | 所在地 |
| ------ | -------- | ----------------------- | -------------------------- | ------ |
| 第1番  | 那智山   | 青岸渡寺                | 如意輪觀音                 | 觀音山 |
| 第2番  | 紀三井山 | 紀三井寺                | 十一面觀音                 | 觀音山 |
| 第3番  | 風猛山   | 粉河寺                  | 千手觀音                   | 觀音山 |
| 第4番  | 槇尾山   | 施福寺                  | 千手觀音                   | 觀音山 |
| 第5番  | 紫雲山   | 葛井寺（藤井寺）        | 千手觀音                   | 觀音山 |
| 第6番  | 壺阪山   | 南法華寺                | 千手觀音                   | 觀音山 |
| 第7番  | 東光山   | 龍蓋寺（岡寺）          | 如意輪觀音                 | 觀音山 |
| 第8番  | 豐山     | 長谷寺                  | 十一面觀音                 | 觀音山 |
| 第9番  |          | 興福寺 南圓堂           | 不空羂索觀音               | 觀音山 |
| 第10番 | 明星山   | 三室戶寺                | 千手觀音                   | 觀音山 |
| 第11番 | 深雪山   | 上醍醐寺 准胝堂         | 准胝觀音                   | 觀音山 |
| 第12番 | 岩間山   | 正法寺                  | 千手觀音                   | 觀音山 |
| 第13番 | 石光山   | 石山寺                  | 如意輪觀音                 | 觀音山 |
| 第14番 | 長等山   | 園城寺（三井寺） 觀音堂 | 如意輪觀音                 | 觀音山 |
| 第15番 | 新那智山 | 觀音寺                  | 十一面觀音                 | 觀音山 |
| 第16番 | 音羽山   | 清水寺                  | 千手觀音                   | 觀音山 |
| 第17番 | 補陀洛山 | 六波羅蜜寺              | 十一面觀音                 | 觀音山 |
| 第18番 | 紫雲山   | 頂法寺（六角堂）        | 如意輪觀音                 | 觀音山 |
| 第19番 | 靈麀山   | 行願寺                  | 千手觀音                   | 觀音山 |
| 第20番 | 西山     | 善峯寺                  | 千手觀音                   | 觀音山 |
| 第21番 | 菩提山   | 穴太寺                  | 聖觀音                     | 觀音山 |
| 第22番 | 補陀洛山 | 總持寺                  | 千手觀音                   | 觀音山 |
| 第23番 | 應頂山   | 勝尾寺                  | 千手觀音                   | 觀音山 |
| 第24番 | 紫雲山   | 中山寺                  | 十一面觀音                 | 觀音山 |
| 第25番 | 御嶽山   | 清水寺                  | 千手觀音                   | 觀音山 |
| 第26番 | 法華山   | 一乘寺                  | 聖觀音                     | 觀音山 |
| 第27番 | 書寫山   | 圓教寺                  | 如意輪觀音                 | 觀音山 |
| 第28番 | 成相山   | 成相寺                  | 聖觀音                     | 觀音山 |
| 第29番 | 青葉山   | 松尾寺                  | 馬頭觀音                   | 觀音山 |
| 第30番 | 嚴金山   | 寶嚴寺                  | 千手觀音                   | 觀音山 |
| 第31番 | 姨綺耶山 | 長命寺                  | 千手觀音 十一面觀音 聖觀音 | 觀音山 |
| 第32番 | 繖山     | 觀音正寺                | 千手觀音                   | 觀音山 |
| 第33番 | 谷汲山   | 華嚴寺                  | 十一面觀音                 | 觀音山 |
| 番外   |          |                         | 花山院法皇                 | 觀音山 |

## 相片

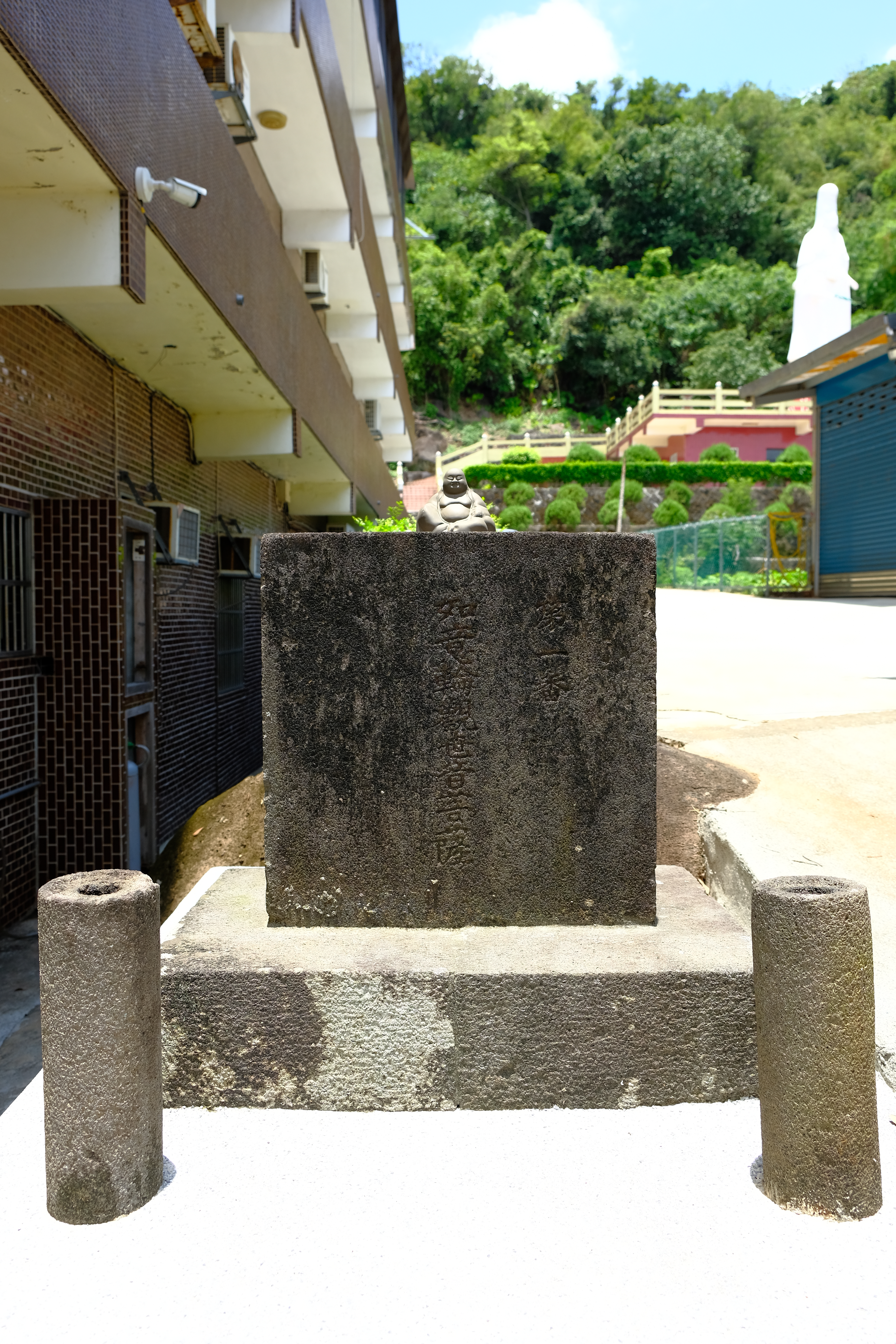
五股西雲寺(第一番青岸渡寺如意輪觀世音菩薩)（1番）
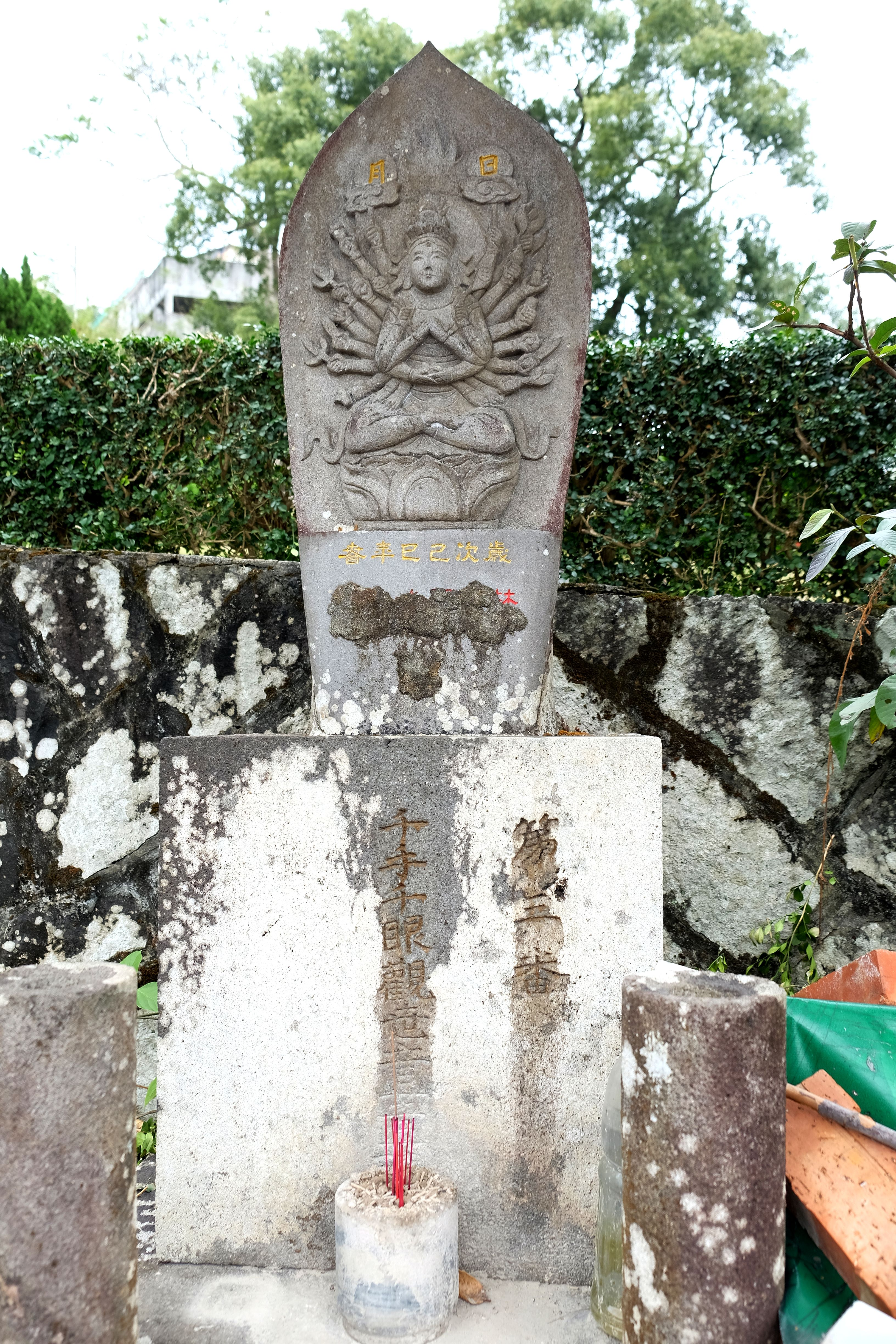
五股西雲寺(第三番粉河寺千手千眼觀世音菩薩)（3番）
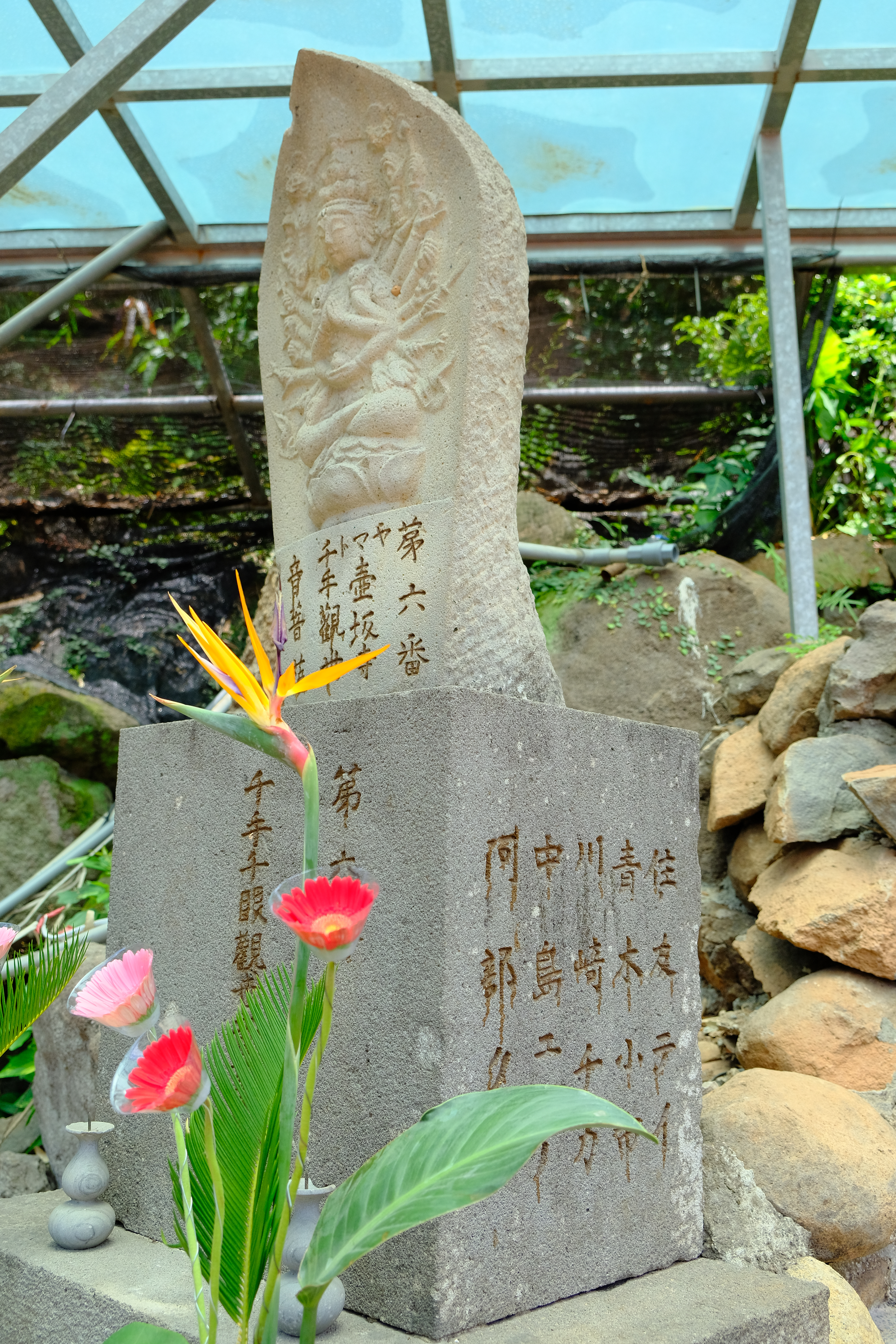
五股西雲寺(第六番壺阪寺千手千眼觀世音菩薩)（6番）
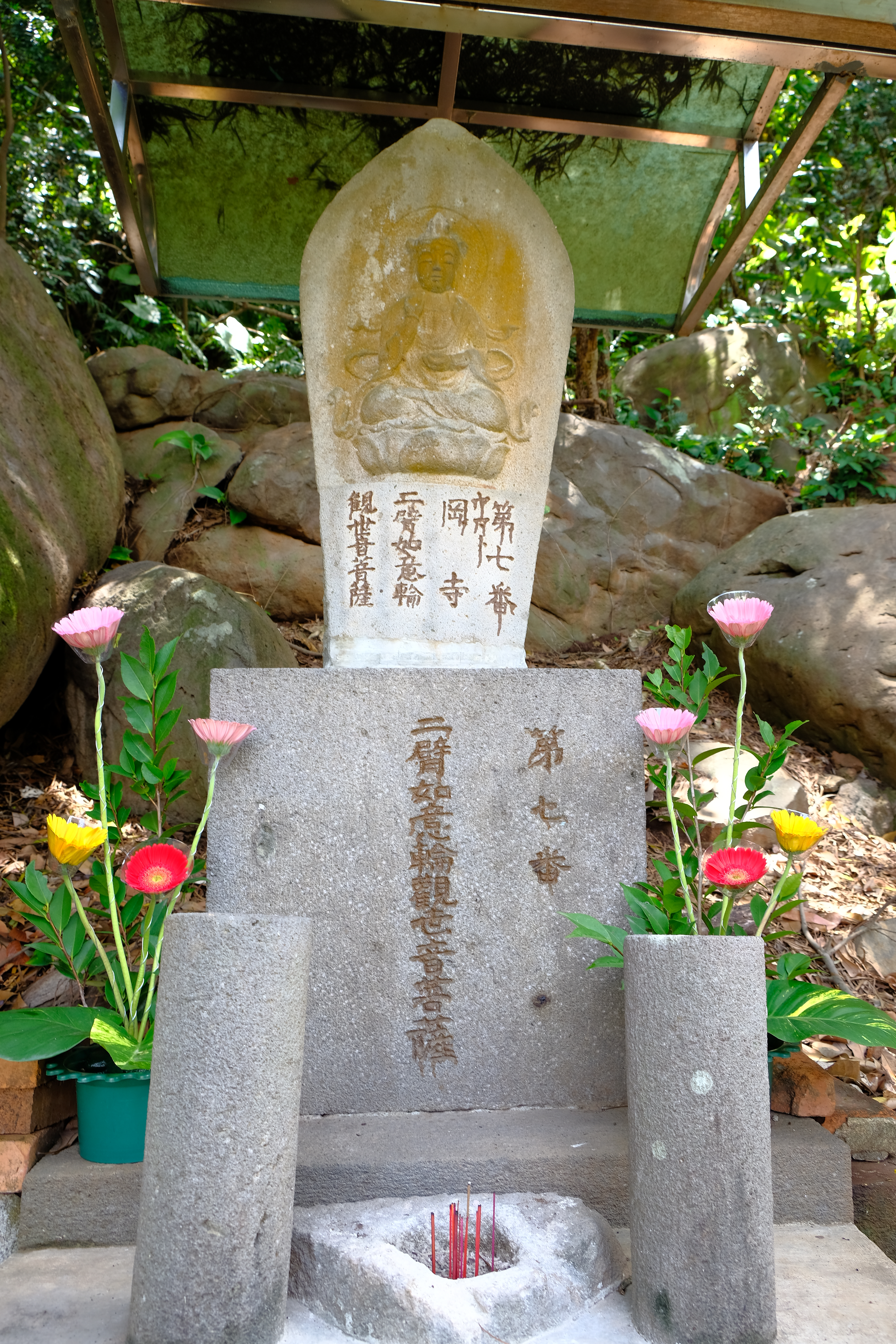
五股西雲寺(第七番岡寺二臂如意輪觀世音菩薩)（7番）
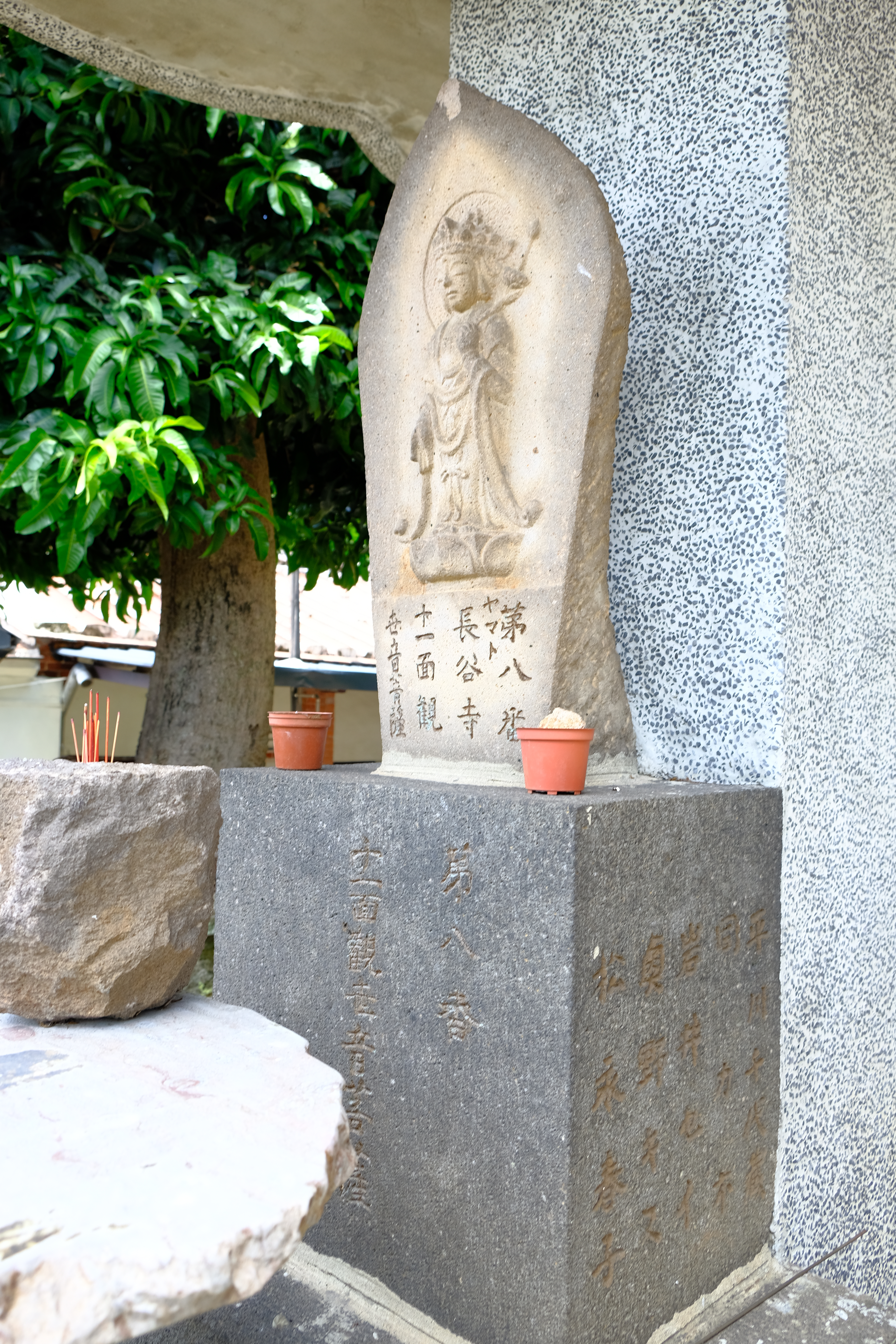
五股西雲寺(第八番長谷寺十一面觀音薩)（8番）
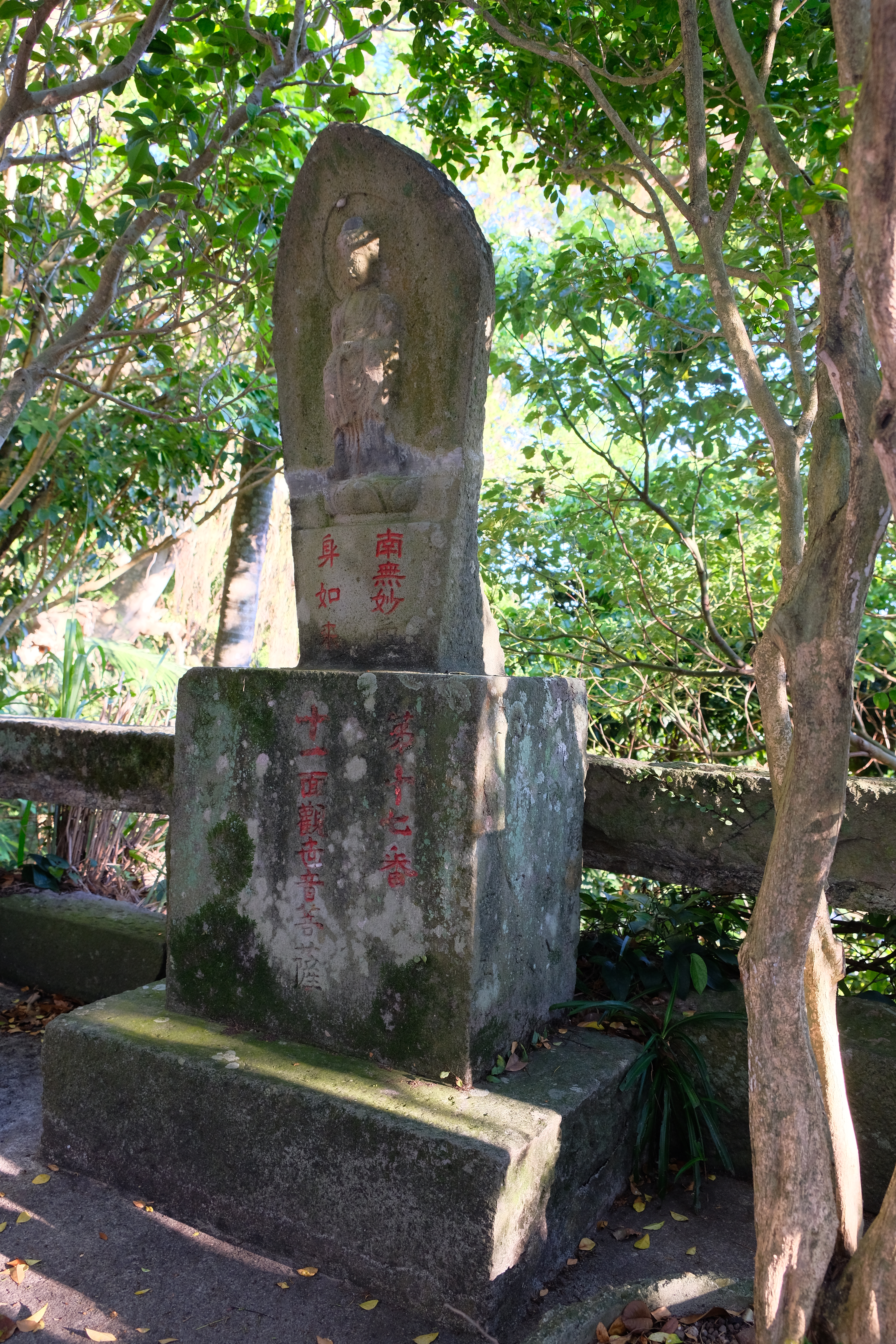
凌雲禪寺(第十七番六波羅蜜寺十一面観音)（17番）
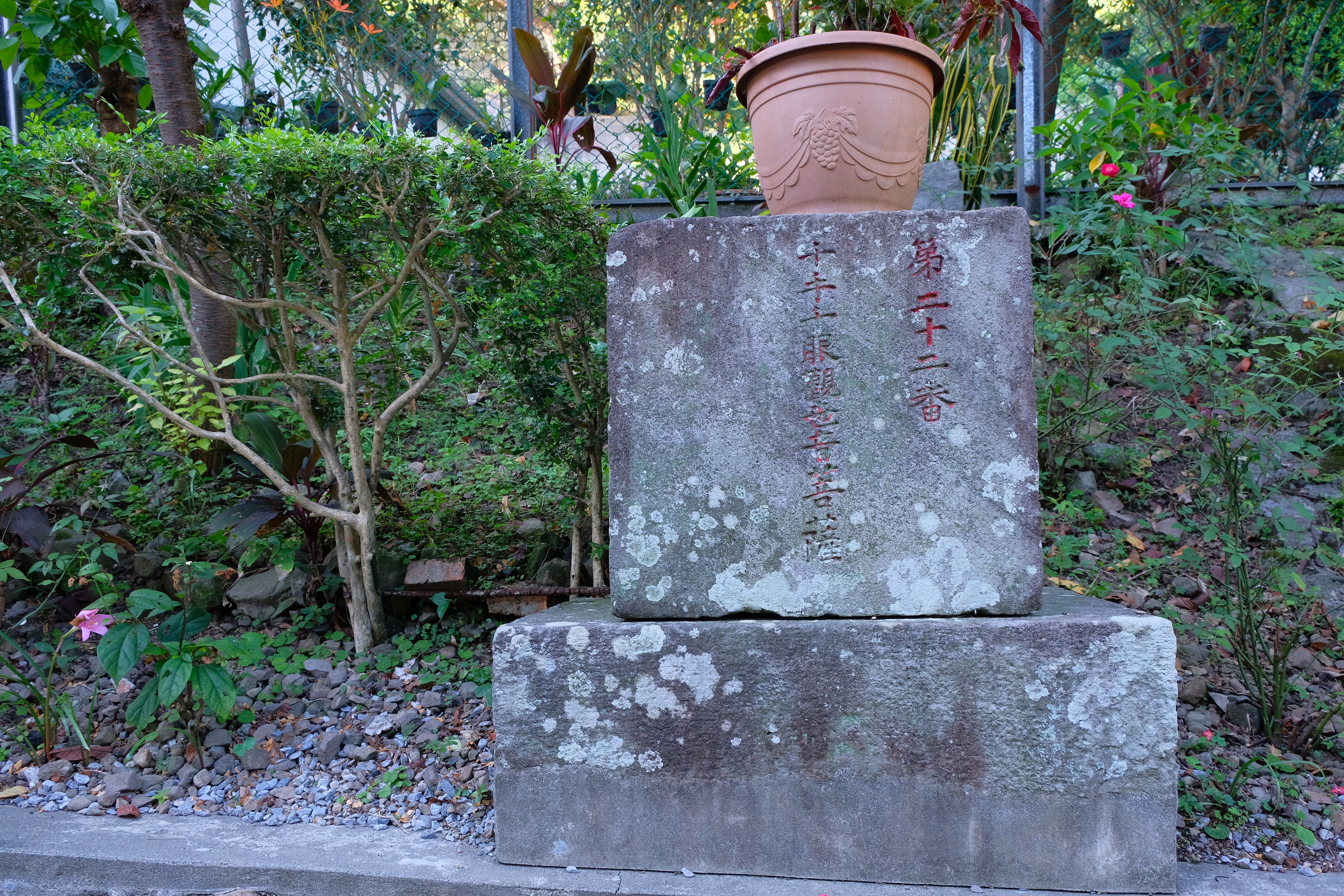
凌雲禪寺-觀音不在(第二十二番総持寺千手観音)（22番）
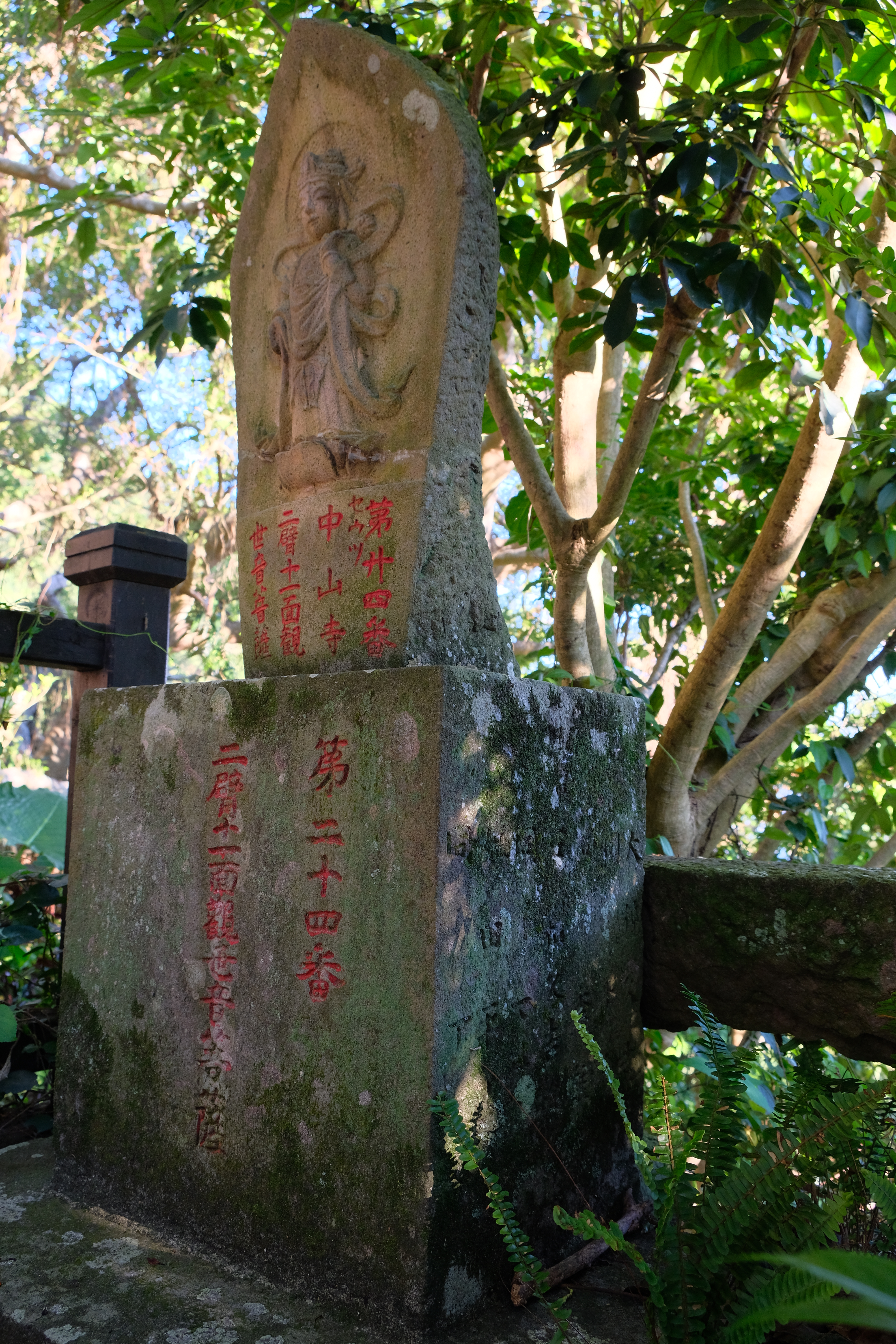
凌雲禪寺(第二十四番中山寺二臂十一面観音)（24番）
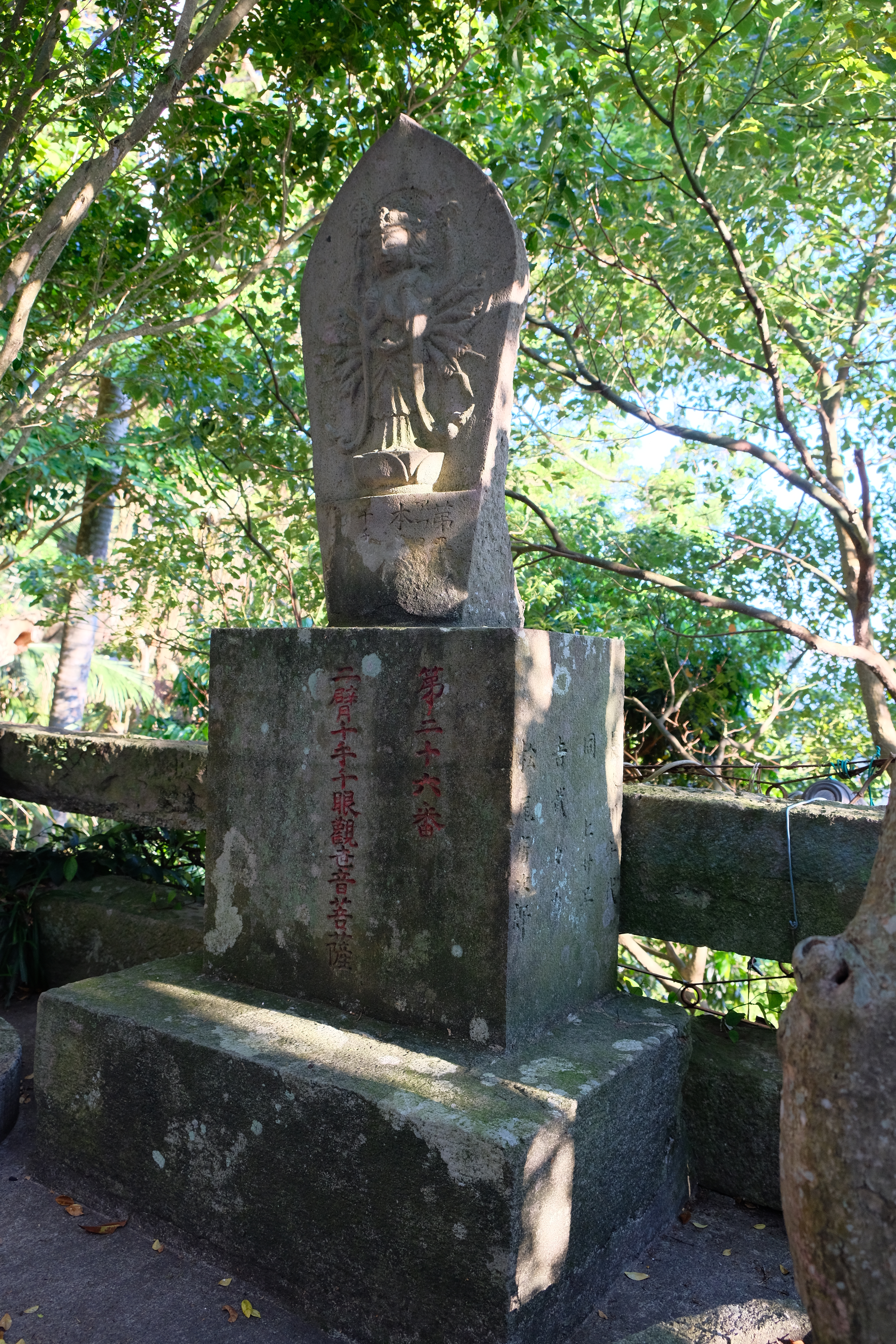
凌雲禪寺(第二十六番二臂千手千眼面観世音菩薩)（26番）
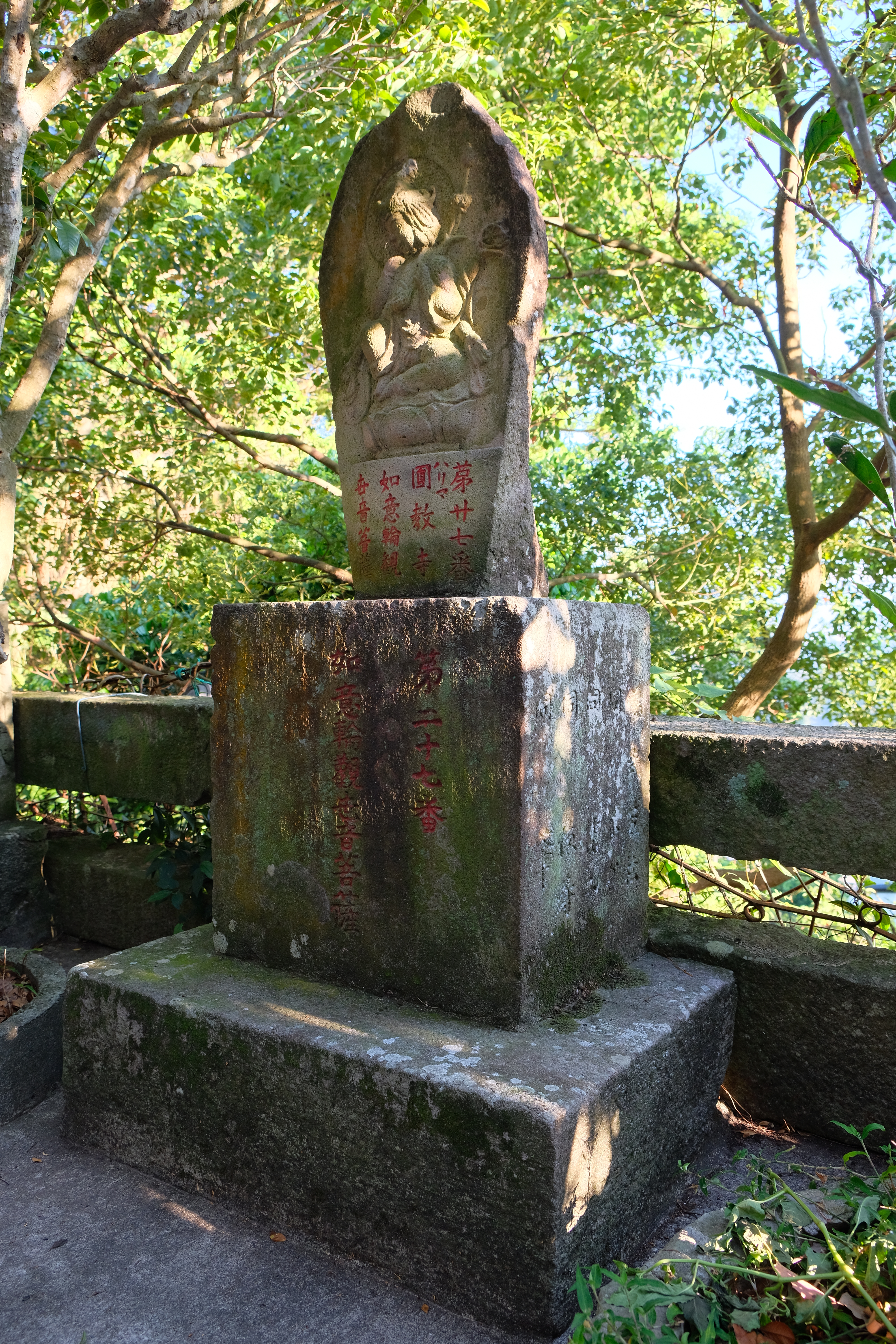
凌雲禪寺(第二十七番圓教寺如意輪観音)（27番）
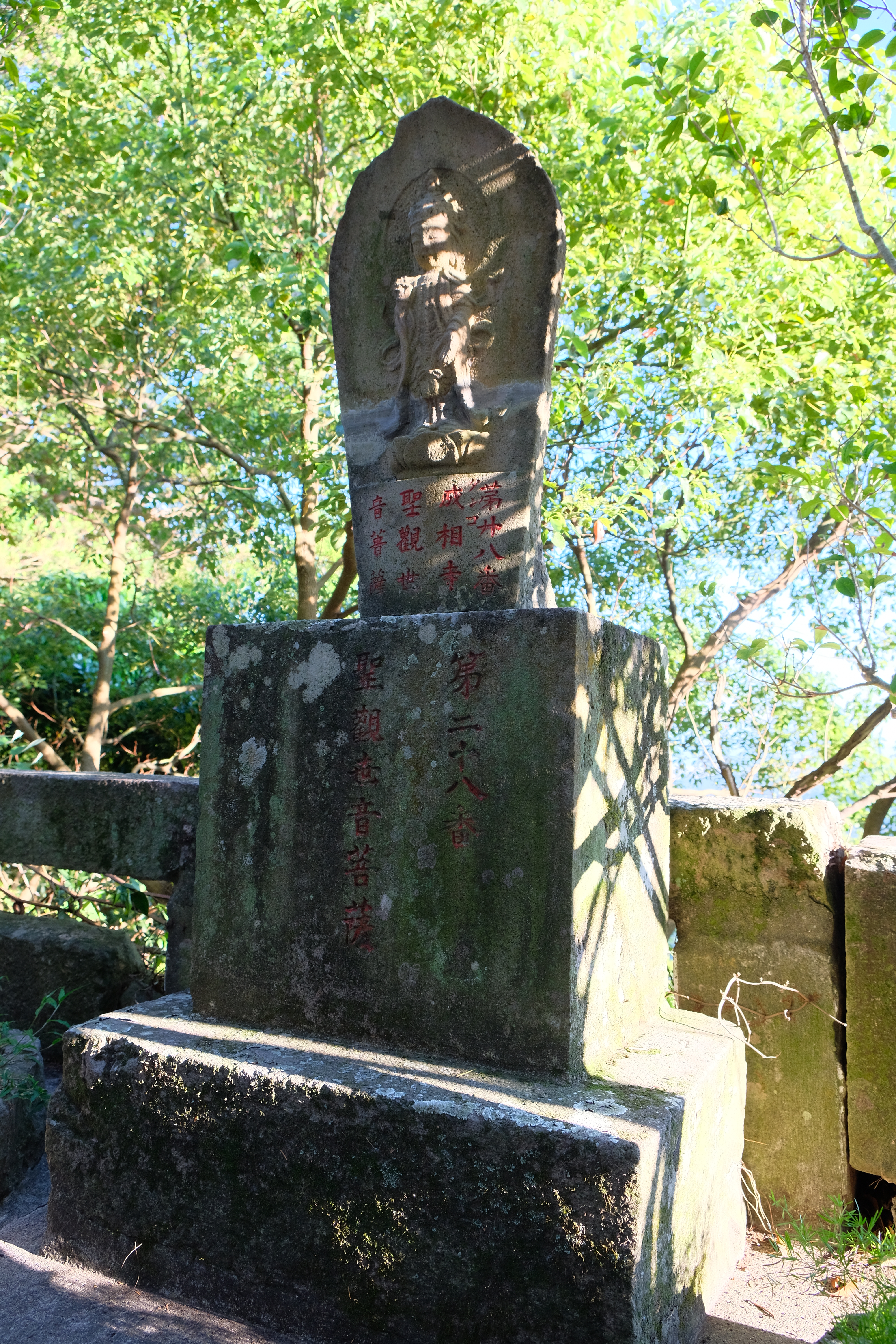
凌雲禪寺(第二十八番タンゴ成相寺聖観音)（28番）
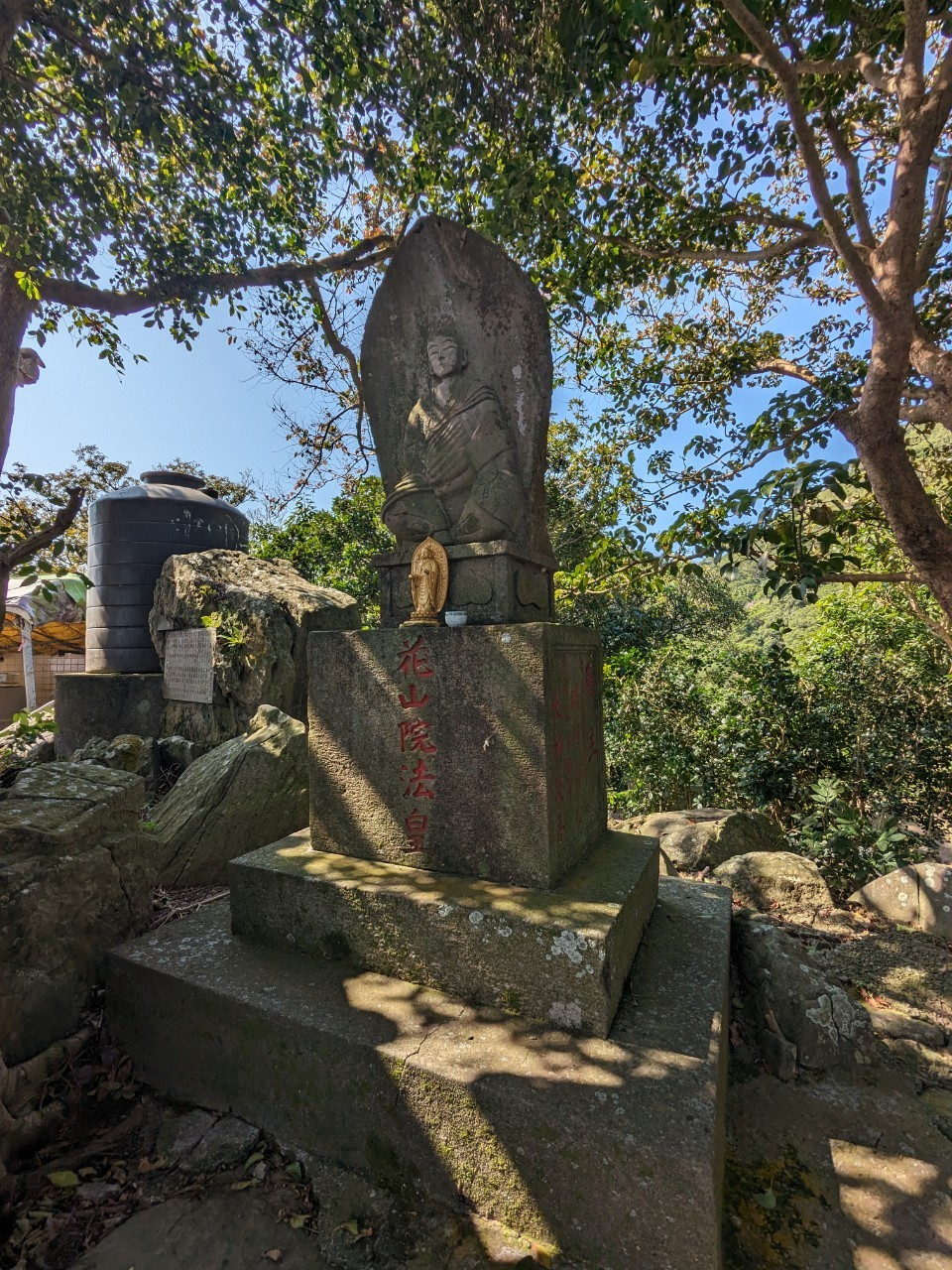
凌雲禪寺楞嚴閣(花山院法皇) (番外)

## 關連項目
- 基隆西國三十三所靈場
- 宜蘭西國三十三所靈場
- 新竹西國三十三所靈場
- 西國三十三箇所
- 弘法寺 (高雄市)
- 台北四國八十八所靈場

## 外部連結
- 觀音山休閒旅遊網